# 安迪·迪克
安迪·迪克（英語：Andy Dick，1965年12月21日—），美国男演员，毕业于美国孟菲斯大学。